# Tirrena-Adriàtica 1994
La Tirrena-Adriàtica 1994 va ser la 29a edició de la Tirrena-Adriàtica. La cursa es va disputar en vuit etapes entre el 9 i el 16 de març de 1994, amb un recorregut final de 1.315,0 km.
El vencedor de la cursa fou l'italià Giorgio Furlan (Gewiss-Ballan), que s'imposà al seu company d'equip, el rus Ievgueni Berzin (Gewiss-Ballan), i al també italià Stefano Colage (ZG Mobili), segon i tercer respectivament.

## Etapes
| Etapa | Data       | Recorregut                      | Km    | Vencedor d'etapa     | Líder de la general  |
| ----- | ---------- | ------------------------------- | ----- | -------------------- | -------------------- |
| 1a    | 9 de març  | Nettuno - Anzio                 | 99,8  | Adriano Baffi (ITA)  | Adriano Baffi (ITA)  |
| 2a    | 10 de març | Santa Marinella - Manciano      | 186,5 | Giorgio Furlan (ITA) | Giorgio Furlan (ITA) |
| 3a    | 11 de març | Capalbio - Cecina               | 198,7 | Mario Manzoni (ITA)  | Giorgio Furlan (ITA) |
| 4a    | 12 de març | Marina di Cecina - Cecina       | 180,0 | Jesper Skibby (DEN)  | Giorgio Furlan (ITA) |
| 5a    | 13 de març | Bolgheri - Castiglion           | 191,0 | Stefano Zanini (ITA) | Giorgio Furlan (ITA) |
| 6a    | 14 de març | Assisi - Montemonaco            | 137,0 | Giorgio Furlan (ITA) | Giorgio Furlan (ITA) |
| 7a    | 15 de març | Montegranaro - Monte Urano      | 167,0 | Giorgio Furlan (ITA) | Giorgio Furlan (ITA) |
| 8a    | 16 de març | S.B del Tronto - S.B del Tronto | 155,0 | Roberto Pagnin (ITA) | Giorgio Furlan (ITA) |

## Classificació general
|    | Ciclista                   | Equip                   | Temps       |
| -- | -------------------------- | ----------------------- | ----------- |
| 1  | Giorgio Furlan (ITA)       | Gewiss-Ballan           | 34h 52' 20" |
| 2  | Ievgueni Berzin (RUS)      | Gewiss-Ballan           | + 47"       |
| 3  | Stefano Colage (ITA)       | ZG Mobili               | + 53"       |
| 4  | Alberto Elli (ITA)         | GB-MG Maglificio        | + 1' 07"    |
| 5  | Francesco Casagrande (ITA) | Mercatone Uno-Medeghini | + 1' 10"    |
| 6  | Rolf Sorensen (DEN)        | GB-MG Maglificio        | + 1' 21"    |
| 7  | Claudio Chiappucci (ITA)   | Carrera                 | + 1' 22"    |
| 8  | Rodolfo Massi (ITA)        | Amore & Vita            | + 1' 22"    |
| 9  | Stefano Della Santa (ITA)  | Mapei-Clas              | + 1' 23"    |
| 10 | Stefano Zanini (ITA)       | Navigare-Blue Storm     | + 1' 24"    |